# Гружи
Гружи́ (фр. Grougis) — коммуна во Франции, находится в регионе Пикардия. Департамент коммуны — Эна. Входит в состав кантона Гюиз. Округ коммуны — Вервен.
Код INSEE коммуны — 02358.

## Население
Население коммуны на 2010 год составляло 385 человек.
| 1962 | 1968 | 1975 | 1982 | 1990 | 1999 | 2010 |
| ---- | ---- | ---- | ---- | ---- | ---- | ---- |
| 439  | 420  | 361  | 340  | 320  | 350  | 385  |

## Экономика
В 2010 году среди 262 человек трудоспособного возраста (15—64 лет) 180 были экономически активными, 82 — неактивными (показатель активности — 68,7 %, в 1999 году было 63,6 %). Из 180 активных жителей работали 152 человека (94 мужчины и 58 женщин), безработных было 28 (15 мужчин и 13 женщин). Среди 82 неактивных 18 человек были учениками или студентами, 20 — пенсионерами, 44 были неактивными по другим причинам.